# Segerstad (halvö)

Segerstad är en halvö belägen väster om Karlstad, med en av få kvarvarande byar med egen bygata. I denna by fanns fram till och med vårterminen 2007 den äldsta verksamma skolverksamheten i Karlstads kommun, Segerstadsskolan. 
Segerstadshalvön har tidigare varit en del av Nors kommun, men tillhör numera Karlstads kommun. Halvön har ett tillhörande naturreservat Segerstads skärgård, bestående av ett antal öar och uddar.